# Związek Pionierów Kolonialnych
Związek Pionierów Kolonialnych – założona w dniu 6 lutego 1928 roku organizacja-sekcja Ligi Morskiej mająca na celu uzyskanie zamorskich terenów ekspansji dla narodu polskiego. Założycielami tej organizacji byli Kazimierz Głuchowski, były konsul RP w Kurytybie (prezes), prof. Ludwik Kulczycki (wiceprezes) i Michał Pankiewicz. Za główny cel członkowie ZPK stawiali sobie pozyskanie terenów kolonialnych dla Polski lub terenów osadniczych dla narodu polskiego. ZPK został praktycznie wchłonięty przez LMiR (LMiK), działał jako odrębna sekcja tej organizacji. W późniejszym czasie wiceprzewodniczącym ZPK był Aleksander Freyd.

## Ideologia i działalność
Jednym z postulatów kolonialnych ZPK było stworzenie pod patronatem Rzeczypospolitej zorganizowanego osadnictwa ludności polskiej na wybranym terytorium zaoceanicznym, które z czasem miało przekształcić się w polską kolonię. Koniecznie miejscem docelowym były wybrane trzy południowe stany Brazylii (Paraná, Santa Catarina i Rio Grande do Sul) ze względu na ich ekonomiczny niedorozwój, słabość na tych terenach brazylijskiej władzy centralnej i znajdowanie tam kilkusetttysięcznej grupy ludności polskiej z XIX wieku. ZPK posiadał specjalny dodatek "Pionier Kolonialny" w czasopiśmie "Morze", za pośrednictwem którego prowadzili kampanię na rzecz kolonizacji. Ograniczona do propagandy działalność ZPK nie wzbudziła większego zainteresowania polskich władz, a samo powstanie tej sekcji Ligi Morskiej było inicjatywą oddolną. Mimo to w 1934 roku Ligą zostały kupione ziemi na terenie brazylijskiego stanu Paraná i założona osada dla polskich kolonistów, która została ostatecznie zlikwidowana w 1938 roku.